# 2009年アイスホッケー世界選手権
2009年アイスホッケー世界選手権（第73回アイスホッケー世界選手権）は2009年4月24日から5月10日までスイスのベルンなどで開催された。ロシア代表が優勝しイリヤ・コバルチャクが大会最優秀選手に選ばれた。

## 大会方式
16ヶ国が4ヶ国ずつ4つの1次リーグに分かれて争い、上位3位以内に入った12ヶ国が6ヶ国ずつ2つの2次リーグに分かれて争い、上位4ヶ国ずつ計8ヶ国がトーナメントに進出し優勝を争う。また1次リーグで最下位に終わった4ヶ国でリーグを行い、下位2ヶ国がディビジョン I に降格する。リーグ戦で勝利すると勝ち点3、オーバータイムまたはペナルティシュートアウトで決着がついた場合は勝利チームに勝ち点2、敗戦チームに勝ち点1が与えられる。勝ち点方式はディビジョン I 以下についても同様。

## 結果
| 順位 | 国             |
| ---- | -------------- |
| 優勝 | ロシア         |
| 2位  | カナダ         |
| 3位  | スウェーデン   |
| 4    | アメリカ合衆国 |
| 5    | フィンランド   |
| 6    | チェコ         |
| 7    | ラトビア       |
| 8    | ベラルーシ     |
| 9    | スイス         |
| 10   | スロバキア     |
| 11   | ノルウェー     |
| 12   | フランス       |
| 13   | デンマーク     |
| 14   | オーストリア   |
| 15   | ドイツ*        |
| 16   | ハンガリー     |

* 次回世界選手権開催国のためオーストリアとハンガリーが降格。

## ディビジョンI
最終結果
| Group A 1. カザフスタン — 次回世界選手権昇格 2. スロベニア 3. 日本 4. リトアニア 5. クロアチア 6. オーストラリア — 次回ディビジョンII降格 | Group B 1. イタリア — 次回世界選手権昇格 2. ウクライナ 3. イギリス 4. ポーランド 5. オランダ 6. ルーマニア — 次回ディビジョンII降格 |